# Chironex fleckeri

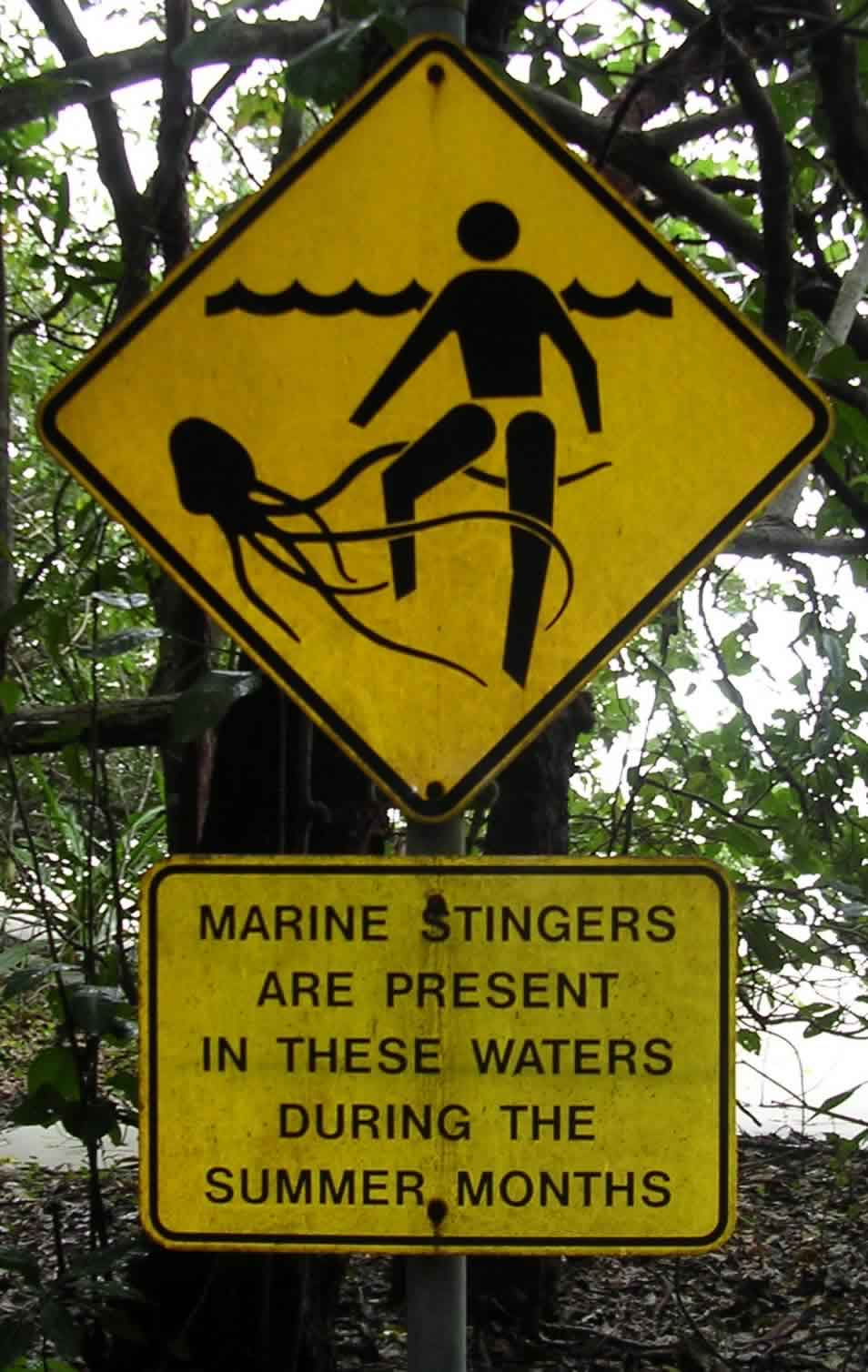
Señal australiana de advertencia.

Chironex fleckeri, también conocida como avispa de mar o medusa de caja, es una especie de medusa de la familia Chirodropida.
Habita fundamentalmente en aguas costeras australianas. Es considerada la criatura viva más peligrosa, venenosa y letal del mundo.

## Características
Los Chironex fleckeri son animales de reducido tamaño. Al margen de sus tentáculos, apenas miden unos diez o veinte centímetros.  Son de color azul tenue. Además, es translúcida y brilla en la oscuridad.Su esperanza de vida es de entre tres y seis meses.
Tiene numerosos tentáculos, cada uno con millones de células urticantes (cnidocitos) que pueden inyectar veneno. Cuando los tentáculos entran en contacto con la piel es extremadamente doloroso, arde, y se sienten pequeños calambres que impiden tener un movimiento normal en la zona de contacto. El veneno se mete directamente al torrente sanguíneo y, dependiendo del peso de la persona y la cantidad de veneno inoculado por la avispa de mar, puede causar un paro cardíaco por el intenso dolor que causa. Se estima que su picadura duele hasta diez veces más que la de la carabela portuguesa.

## Historia natural
Habita generalmente en las aguas tropicales de Australia y otras áreas del océano Índico oriental y del  Pacífico. Se han avistado especímenes en aguas de Papúa Nueva Guinea, Filipinas y Vietnam, si bien se desconoce su distribución exacta.
Poseen sistema nervioso central, pero es casi innotable. Nada en impulsos de 1,5 m/s, lo que le proporciona velocidad suficiente para atrapar peces.

## Sintomatología
Generalmente el roce de la víctima con sus tentáculos no pasa inadvertido y  deja lesiones visibles que de rojo se tornan en más rojas y se hincha la zona afectada; tras unos 20 minutos se inicia el síndrome irukandji: comienza un intenso dolor en todo el cuerpo, el ritmo cardíaco se triplica, la tensión sanguínea se duplica; por lo general la muerte sobreviene tras una embolia cardíaca.

Todas las especies son purificadas por sus síntomas se presentan también en dificultad para respirar, náuseas y vómitos, hinchazón y dolor severos, latidos cardíacos lentos y muerte del tejido cutáneo. Sin embargo, algunos animales son inmunes a la toxina, como las tortugas de mar, que se alimentan de ellas sin sufrir daño alguno. En el caso de los humanos, si el veneno penetra en el sistema sanguíneo, la muerte puede llegar a producirse en menos de tres minutos. En caso de resultar afectado por el animal, la primera medida de tratamiento es arrojar vinagre sobre la zona afectada, ya que este tiene propiedades inhibitorias sobre los nematocistos, orgánulos intracelulares encargados de inocular el veneno. Al mismo tiempo debe darse aviso inmediato al sistema de emergencias, que en las zonas endémicas suele estar preparado para estos casos. El tratamiento tópico con vinagre de las lesiones por contacto disminuye su peligrosidad.
Según un estudio reciente de la revista National Geographic, las avispas de mar se vuelven más mortíferas con la edad. Las jóvenes, que cazan camarones, tienen veneno tan sólo en el 5% de sus células urticantes, mientras que las adultas lo tienen en el 50%, lo que les permite cazar presas más grandes.